# Fanfrnoch

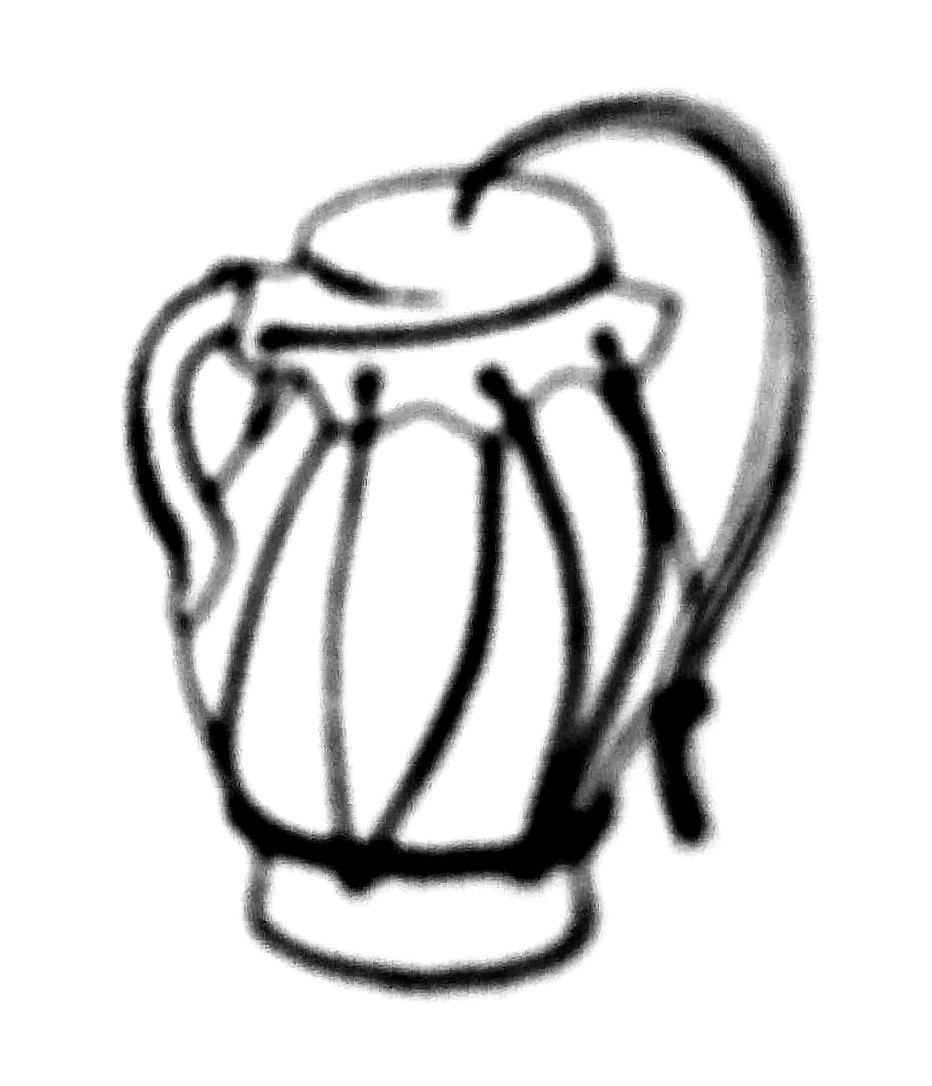
Fanfrnoch

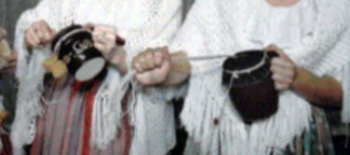
Hra na fanfrnochy

Fanfrnoch, také famfrnoch, bukač, brumbál, nebo bukál je starodávný český lidový rytmický hudební nástroj, původem z Chodska. Patří do skupiny bicích nástrojů blanozvučných (membranofony), s neurčitou výškou tónu.
Je to hliněná nebo plechová nádoba  (džbán), která je potažena napnutou měchýřovou blanou (kůží) a uprostřed je provlečen svazek žíní (zpravidla dva žíňové provázky). Čím větší nádoba, tím má fanfrnoch hlubší, silnější tón, naopak menší nádoba dává nástroji tón vyšší. Na nástroj se hraje taháním za žíně navlhčenými prsty, které třením vydávají specifický tón. Nástroj drží hráč zpravidla mezi koleny a hraje střídavě levou a pravou rukou. Fanfrnoch býval vyhrazen výhradně chlapcům a mužům, podobně jako např. velikonoční řehtačky. Je však známa i hra na fanfrnoch ve dvojicích, kdy žena (dívka) vypomáhá hráči a džbán drží, zatímco muž nástroj rozeznívá. To je praktické hlavně při chůzi, tedy při koledovacích obchůzkách, a používají-li se větší nástroje. Hra na fanfrnoch nese s sebou určitý komický prvek, jak vizuální (způsob hry je poměrně neobvyklý) tak i zvukový.
Fanfrnoch se používal jako doprovod k jiným nástrojům, ale především s ním koledovali chlapci na Nový rok jako doprovod ke zpěvu lidové písničky, např. Fanfrnoch (lidová koleda z Chodska).
| „ | Fanfr, fanfr, fanfrnoch, nastává nám novyj rok, novyj rok nám nastává, koledy se nandavá, hou, hou, halelujá. | “ |

V české lidové hudbě patří fanfrnoch mezi nástroje sezónní, je totiž spojen pouze s dobou Vánoc a s koledováním.
„Nedělej fanfrnochy“ znamená také „nedělé drahoty“, „nedělé otočenó“ (na Moravě). 